# Мараши Наджафи
Сейид Шахабуддин Мар‘аши Наджафи (перс. سید شهاب‌الدین مرعشی نجفی‎ 1897 — умер 29 августа 1990 года или 7 шахривара 1369 года по иранскому календарю) — великий аятолла, шиитский марджа, основатель «Великой библиотеки аятоллы аль-узмы Мараши» — одной из крупнейших библиотек Ирана. Мусульманский богослов, специалист по фикху, хадисоведению и каламу.

## Биография
Шахабуддин Мараши родился в 1897 году в городе Наджаф.
Обучался в духовных семинариях Каземина и Наджафа в Ираке. Получил степень иджтихада, преподавал в духовной семинарии Кума.
Поддерживал лидера исламской революции имама Хомейни.
Мараши Наджафи являлся автором произведений по фикху, принципам фикха, хадисоведению и мистицизму. Однако главным его наследием стала публичная библиотека, созданная им в Куме, в которой содержится более трехсот тысяч книг.
Похоронен на территории «Великой библиотеки аятоллы аль-узмы Мараши» в городе Кум.